# Desmazeria philistaea
Desmazeria philistaea är en gräsart som först beskrevs av Pierre Edmond Boissier, och fick sitt nu gällande namn av Hildemar Wolfgang Scholz. Desmazeria philistaea ingår i släktet Desmazeria och familjen gräs. Inga underarter finns listade i Catalogue of Life.